# District de Tyr
Le caza de Sour (ou Tyr) est un district du Gouvernorat du Sud-Liban au Sud du Liban. Le chef lieu du district est la ville du même nom, Tyr.

## Répartition confessionnelle des électeurs

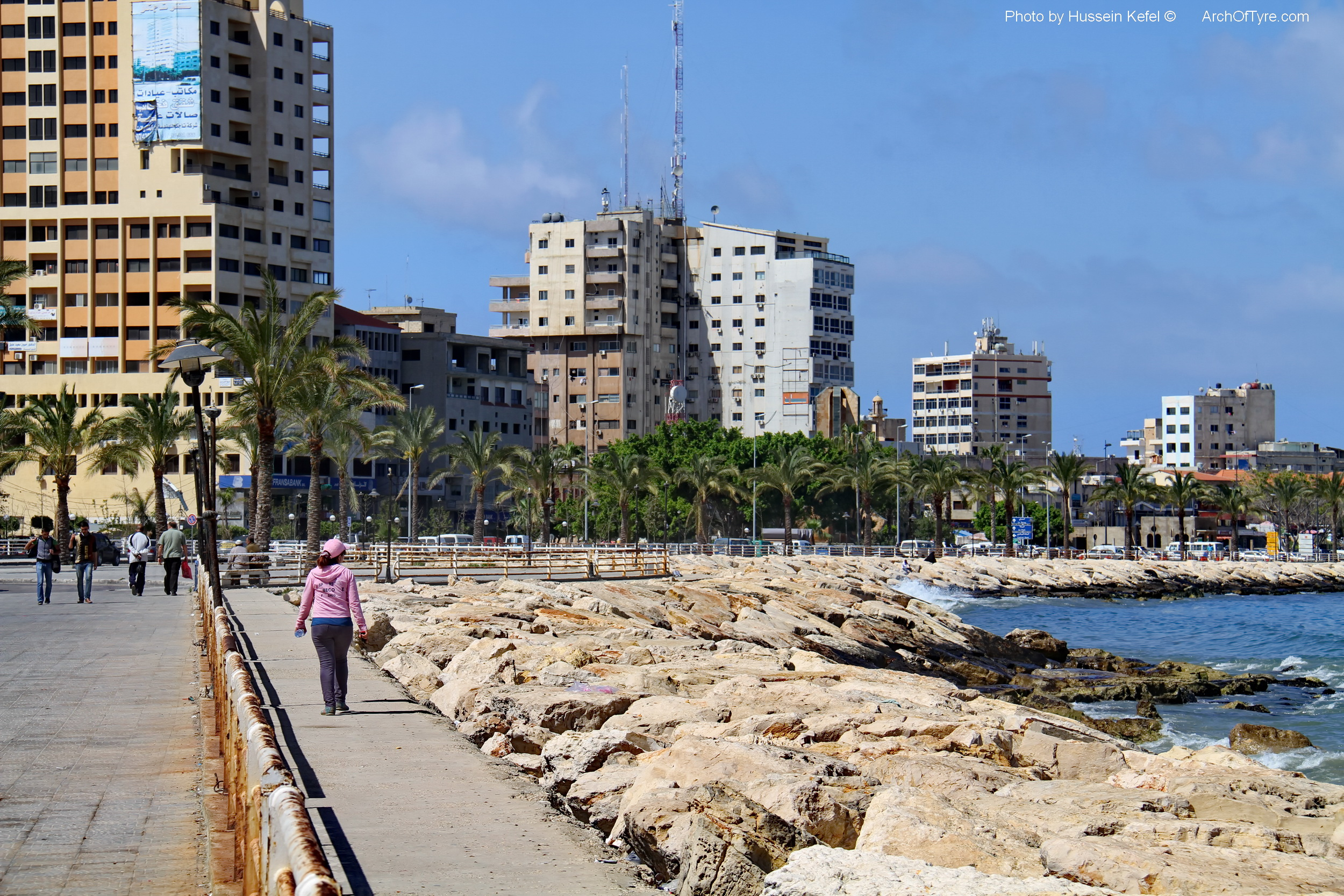
Tyr

http://elnashra.com/elections/vote
| Confessions       | Pourcentage |
| TOTAL CHRÉTIENS   | 8 %         |
| ----------------- | ----------- |
| Maronites         | 2           |
| Grecs-catholiques | 5           |
| Autres chrétiens  | 1           |
| TOTAL MUSULMANS   | 92 %        |
| Sunnites          | 0           |
| Chiites           | 92          |
| Druzes            | 0           |

## Principales villes et localités
- Tyr - chef-lieu
- Cana (ville)
- Naqoura